# Sieben Minuten nach Mitternacht (Film)
Sieben Minuten nach Mitternacht (Originaltitel: A Monster Calls) ist ein Fantasyfilm von Juan Antonio Bayona, der am 9. September 2016 im Rahmen des Toronto International Film Festivals seine Premiere feierte. Am 23. Dezember 2016 kam der Film in ausgewählte US-amerikanische und am 4. Mai 2017 in die deutschen Kinos. Der Film basiert auf dem gleichnamigen Jugendbuch des amerikanischen Schriftstellers Patrick Ness aus dem Jahr 2011.

## Handlung
Der dreizehnjährige Conor O’Malley lebt in England bei seiner schwerkranken Mutter, zu der er eine sehr enge Bindung hat. Sie muss regelmäßig für einige Tage zur Therapie ins Krankenhaus. Während sie sich von den Strapazen dieser Aufenthalte erholt, kümmert Conor sich um den Haushalt. Auch ihre Mutter, Conors Großmutter, kommt dann öfters vorbei. Sie deutet ihm gegenüber an, dass er nach dem Tod seiner Mutter bei ihr leben werde, was Conor auf keinen Fall will, da sie ihn lieb- und respektlos behandelt. An der Schule gilt Conor als Träumer und wird von seinem sadistischen Mitschüler Harry und dessen Freunden regelmäßig verprügelt. Obendrein wird Conor immer wieder von einem Albtraum geplagt, in dem die alte Kirche in der Nähe seines Hauses einstürzt und in ein sich auftuendes Loch fällt, in das jemand hinabzustürzen droht, und er sich bemüht, diese Person festzuhalten. Conor versucht seine Gefühle zu verarbeiten, indem er zeichnet – ein Talent, das er von seiner Mutter geerbt hat.
Als er eines Nachts, exakt um sieben Minuten nach Mitternacht, wieder aus dem Albtraum erwacht, hat sich eine große Eibe auf dem Friedhofshügel neben der Kirche, den er durch sein Fenster hindurch sehen kann, plötzlich in ein knorriges Monster verwandelt, das bis in den Garten vor Conors Zimmer kommt und mit ihm spricht. Es sagt Conor, es kenne ihn besser als er sich selbst, und dass er ihm bei den nächsten Treffen drei Geschichten erzählen werde. Anschließend soll Conor im Gegenzug den Albtraum erzählen, der seine Wahrheit beinhalte. 
In der ersten Geschichte, die das Monster erzählt, flüchtet ein Prinz mit seiner Braut vor seiner Stiefmutter, der bösen Königin, tötet aber unter der Eibe die schlafende Braut, damit das Volk die Königin beschuldigt, sie davonjagt und er zum König wird. Es soll Conor lehren, dass die Menschen nicht nur gut oder böse, sondern etwas dazwischen sind. Das ist offenbar auf seine Großmutter gemünzt. 
Da die Therapie bei ihr nicht anschlägt, muss seine Mutter für einige Tage ins Krankenhaus, während Conor solange zu seiner Großmutter ziehen muss. Sein Vater, der mit seiner neuen Familie in Los Angeles lebt, kommt zu Besuch. Mit ihm verlebt er beim Besuch eines Rummelplatzes einen glücklichen Tag. Der Vater lädt ihn ein, ihn an Weihnachten in Los Angeles zu besuchen, nimmt Conor aber zugleich die Hoffnung, bei ihm dauerhaft leben zu können.
Nachdem er aus Wut die wertvolle Uhr seiner Großmutter beschädigt hat, erscheint das Monster und erzählt die zweite Geschichte: Ein hartherziger Pfarrer verbietet einem in der Baumhöhle der Eibe lebenden Naturheiler, diese zu fällen, um mit der aus ihr gewonnenen Medizin den Menschen helfen zu können. Erst als seine eigenen Kinder todkrank sind, will er ihm jeden Wunsch erfüllen, doch der Heiler hilft ihm nun nicht. Das Baummonster beginnt, das Haus des Pfarrers zu zerstören, und Conor macht mit zunehmender Begeisterung mit. Als er schließlich  zu sich kommt, steht er im Wohnzimmer seiner Großmutter und sieht, dass er das ganze Mobiliar kaputtgeschlagen hat. Diese ist darüber verbittert, bestraft Conor aber nicht.
Als es Conors Mutter immer schlechter geht, versuchen die Ärzte eine letzte Therapie mit einem aus Eibenholz hergestellten Mittel. Als Conor dies hört, fleht er das Monster an, seine Mutter gesund zu machen. Dieses sagt aber, dass dies nicht seine Aufgabe sei. In der Schule sagt Harry zu Conor, dass er ihn nicht mehr belästigen wolle, und dieser nun für ihn unsichtbar sei. Daraufhin erzählt ihm das Monster die Geschichte eines unsichtbaren Mannes, der dies aber nicht sein wollte. Mit Unterstützung des Monsters stürzt sich Conor auf Harry und schlägt ihn krankenhausreif. Die Schulleiterin sagt ihm, dass sie ihn eigentlich der Schule verweisen müsste, aber auch sie verzichtet angesichts von Conors Situation zu dessen Verwunderung auf eine Bestrafung. 
Conor erfährt von seiner Mutter, dass sie sterben wird. Er läuft zu der Eibe; das Monster zwingt ihn, seinen Albtraum nochmal zu erleben, bei dem die Mutter nun abstürzt. Conor gesteht, dass er schon lange ahnte, dass seine Mutter die Krankheit nicht überleben würde, und er insgeheim hoffte, dass sie bald sterben würde, was ihm Schuldgefühle bereitete. Das Monster erklärt ihm, dass er nicht den Tod seiner Mutter wünschte, sondern nur das Ende seines eigenen Leidens, was aber sehr menschlich sei. 
Die Großmutter findet Conor schlafend unter der Eibe und fährt mit ihm in die Klinik. Als sie mit dem Auto an einer Bahnschranke warten müssen, versöhnt er sich mit ihr. Im Krankenhaus umarmt Conor seine Mutter ein letztes Mal und sagt ihr – vom ebenfalls anwesenden Monster aufgefordert, ihr die richtige Wahrheit zu sagen –, dass er nicht wolle, dass sie stirbt. Conor zieht zu seiner Großmutter, die ihm liebevoll ein eigenes Zimmer eingerichtet hat. Auf dem Tisch liegt ein Buch mit Zeichnungen seiner Mutter vom Monster und seinen Geschichten.

## Produktion

### Literarische Vorlage
Der Film basiert auf dem Roman Sieben Minuten nach Mitternacht (Originaltitel A Monster Calls) des amerikanischen Schriftstellers Patrick Ness aus dem Jahr 2011. Das Buch geht auf eine Idee von Siobhan Dowd zurück, deren früher Tod verhinderte, dass sie die Geschichte selbst aufschreiben konnte. Dowd starb 2007 nach drei Jahren Krankheit mit 47 Jahren an Brustkrebs. Die deutsche Übersetzung von A Monster Calls stammt von Bettina Abarbanell. Axel Kremp von der Badischen Zeitung sagt über das Buch, dieses biete Spannung und kinderverträglichen Horror und erzähle eine Geschichte vom Loslassen, die am Ende jeden Leser zu Tränen rühre und doch tröste, ohne schwer zu werden. Ness gewann 2012 mit seinem Buch als erster Autor überhaupt gleichzeitig die Carnegie Medal und die Kate Greenway Medal für die besten Illustrationen. Ness übernahm auch die Arbeiten an der Drehbuchadaption seines Romans für den Film.

### Stab, Besetzung und Synchronisation
Die Regie übernahm Juan Antonio Bayona. Das Drehbuch von Ness stand im Jahr 2013 auf der Blacklist der besten unverfilmten Ideen Hollywoods.
Lewis MacDougall übernahm die Hauptrolle von Conor, Sigourney Weaver spielt seine strenge, aber liebevolle Großmutter, Felicity Jones spielt Conors kranke Mutter und Toby Kebbell seinen Vater. James Melville übernahm die Rolle von Conors halbstarkem Mitschüler Harry. Dessen Freunde Sully und Anton wurden von den Kinderdarstellern Oliver Steer und Dominic Boyle gespielt.
Der Schauspieler Tom Holland fungierte während der Dreharbeiten des Films als Stand-In für das Monster, wodurch MacDougall etwas zum Anschauen hatte, wenn er mit diesem sprechen musste, obwohl es eigentlich erst in einer Nachbearbeitung in den Film eingebracht wurde. Der Schauspieler Liam Neeson lieh dem Monster im Original seine Stimme und ist im Film zudem in einem kleinen Cameo-Auftritt zu sehen.
Synchronisation
| Darsteller        | Sprecher            | Rolle           |
| ----------------- | ------------------- | --------------- |
| Lewis MacDougall  | Ben Hadad           | Conor           |
| Sigourney Weaver  | Karin Buchholz      | Großmutter      |
| Felicity Jones    | Yvonne Greitzke     | Mutter          |
| Toby Kebbell      | Dennis Schmidt-Foß  | Vater           |
| James Melville    | Jonas Frenz         | Harry           |
| Ben Moor          | Oliver Siebeck      | Mr. Clark       |
| Geraldine Chaplin | Eleonore Weisgerber | Schuldirektorin |
| (Liam Neeson)     | Bernd Rumpf         | Monster         |

### Dreharbeiten
Die Dreharbeiten fanden in der englischen Stadt Bolton, in Linthwaite und in der Woods Terrace und der Peel Street in Marsden, Huddersfield statt. Zudem wurde die Colne Valley High School in Huddersfield als Drehort für Conors Schule genutzt, genau wie das Glossopdale Community College in Derbyshire. Anfang Oktober 2014 erfolgten Aufnahmen vor der Landschaft des Rivington Pike, in der Nähe des Pigeon Towers in Rivington in der Grafschaft Lancashire. In Spanien drehte man im Parc Audiovisual der Catalunya Studios in Terrassa.
Chris Ignuk von IGN erkennt eine Besonderheit bei den Einstellungen und beschreibt, Bayona habe, ähnlich wie bei E.T., große Teile des Films aus Connors kindlicher Perspektive gedreht und bei den Aufnahmen der Erwachsenen die Kamera nach oben richten lassen. Zudem höre man die Gespräche der Erwachsenen oft nur, die außerhalb von Connors Sichtweite stattfinden.

### Filmmusik
Die Filmmusik komponierte Fernando Velázquez. Für die orchestralen Einspielungen dirigierte er das renommierte Baskische Sinfonieorchester und den Orfeón Donostiarra. Der Soundtrack zum Film hat eine Gesamtlänge von 70:57 min, umfasst 21 Lieder und wurde am 26. September 2016 von Quartet Records veröffentlicht. Der Song Tear Up This Town, der in zwei unterschiedlichen Versionen am Anfang und Ende des Soundtracks zu hören ist, wurde von der englische Rockband Keane beigesteuert. Der im Juli 2016 vorgestellte Trailer war mit dem Lied Lower Your Eyelids To Die With The Sun unterlegt, das von der französischen Electronic/Dreampop-Band M83 eingespielt wurde.
Im Dezember 2016 wurde der Soundtrack als Anwärter bei der Oscarverleihung 2017 in der Kategorie Beste Filmmusik in die Kandidatenliste (Longlist) aufgenommen, aus denen die Mitglieder der Akademie die offiziellen Nominierungen bestimmten, wurde aber letztlich nicht ausgewählt.

### Veröffentlichung und Marketing
Der Film feierte am 9. September 2016 im Rahmen des Toronto International Film Festivals seine Premiere. Am 21. September 2016 feierte der Film im Rahmen des Festivals de San Sebastián seine Europapremiere. In den USA wurde der Film ab 29. September 2016 beim Fantastic Fest in Austin erstmals gezeigt. Am 7. Oktober 2016 kam der Film in die spanischen Kinos und wurde wenige Tage später auf dem London Film Festival vorgestellt. Am 23. Dezember 2016 kam der Film in ausgewählte US-amerikanische und am 4. Mai 2017 in die deutschen Kinos. Am 19. Oktober 2017 wurde der Film auf Blu-ray Disc veröffentlicht.
Im Dezember 2016 veröffentlichte Focus Features ein Featurette zum Film. In dem Video spricht Autor Patrick Ness über die Geschichte der Buchvorlage und über seine Adaption für den Film. Das Featurette beinhaltet zudem einige Konzeptzeichnungen und Szenen aus dem Film.

## Rezeption

### Altersfreigabe
In den USA erhielt der Film von der MPAA wegen der darin angesprochenen Themen und einiger furchterregender Bilder die Altersfreigabe PG-13. Chris Ignuk von IGN erklärt, die Erzählung des Films sei häufig erschreckend und für junge Zuschauer emotional oftmals zu komplex. In Deutschland ist der Film FSK 12. In der Freigabebegründung heißt es: „Der Film behandelt Themen wie Trauer, Abschied und kindliche Albträume. Dies geschieht in einer jugendgerechten Weise, die Zuschauer ab 12 Jahren nicht überfordert. Kinder ab diesem Alter sind durch ihren Entwicklungsstand fähig, die Themen des Films zu verstehen und die Fantasy-Darstellungen angemessen zu verarbeiten. Zwar gibt es einige emotionale und teilweise ängstigende Szenen, aber auch diese bewegen sich in einem Rahmen, der Kinder ab 12 nicht nachhaltig belastet. Zudem vermittelt das liebevolle familiäre Umfeld des Jungen Sicherheit und stärkt die Zuversicht für ein gutes Ende.“
In einem Fazit von PC Games  wird Sieben Minuten nach Mitternacht als starker Tobak für einen Kinder- und Jugendfilm bezeichnet, der keine einfache Moral und keine einfachen Antworten bietet: „Es ist nicht vollkommen klar, für welche Zielgruppe das Fantasy-Drama bestimmt ist. Einerseits ist es mutig, dass Regisseur Bayona nicht vor Themen wie Krankheit und Tod zurückscheut, andererseits wird nicht jedes Kind diese emotionale Schwere verkraften können. Geschickt verwebt Bayona jedoch einfallsreiche visuelle Gestaltungselemente und wunderbare Animationen mit etwas zu düster geratenen Realszenen. Ein sensibles Porträt einer fast unmöglichen Trauerarbeit.“

### Kritiken
Der Film konnte 86 Prozent der Kritiker bei Rotten Tomatoes überzeugen bei einer durchschnittlichen Bewertung von 7,6 der möglichen 10 Punkte und ging aus den 18th Annual Golden Tomato Awards als Zweitplatzierter der britischen Filme hervor.
Antje Wessels erklärt, dass es im Film um einen Jungen geht, der kurz davor steht, seine krebskranke Mutter zu verlieren, und sich zur Trauerbewältigung ein riesiges Baum-Monster herbeiruft. Der Film, so Wessels, gehe von der ersten bis zur letzten Sekunde unter die Haut, sei traurig und kraftvoll, mache wütend und breche dem Zuschauer das Herz. Mit seiner rührenden Erzählung, unermesslicher Schönheit und wundervoller Musik sichere sich der Film in garantiert jedem Zuschauerherz einen Platz, so Wessels.
Bryan Bishop von The Verge meint, Bayona habe mit dem Film ein unvergessliches, emotionales Erlebnis geschaffen, das uns zwingt, uns mit unseren grundlegendsten menschlichen Ängste und Sorgen auseinanderzusetzen, entzünde aber auch ein Leuchtfeuer der Hoffnung, das in dieser Dunkelheit erstrahle. Zu den schauspielerischen Leistungen des Nachwuchsdarstellers Lewis MacDougall, der im Film die Hauptrolle übernommen hat und daher in fast jeder Szene des Films zu sehen ist, meint Bishop, dieser sei in der Lage eine bemerkenswerte emotionale Tiefe in den Film einzubringen, egal ob er gerade Wut, Resignation, Frustration oder Empörung zum Ausdruck bringen soll. Dies gelinge ihm ohne jegliche Melodramatik, und es falle nicht auf, so Bishop, dass er dabei von gestandenen Schauspielern, wie Sigourney Weaver in einer Nebenrolle, umgeben ist.
Richard Brody vom New Yorker erklärt, tatsächlich handele es sich bei dem zotteligen Baum um Conors Therapeuten, der ein klassischer Freudianer sei und ihm helfe, die beunruhigenden und verworrenen Botschaften seines Albtraums zu deuten. Allerdings werde der Film durch seine simple Schlussmoral entleert, die da laute: „Only 'yew' [im Englischen eigentlich die „Eibe“] can help yourself.“
Rudolf Worschech von epd Film resümiert am Ende seiner Kritik: „Sieben Minuten nach Mitternacht ist vieles zugleich, ein Horrorfilm, ein Coming-of-Age-Drama, ein Märchen mit bösem Ausgang, ein Special-Effects-Werk mit vielen Anspielungen, etwa an Pans Labyrinth von Guillermo del Toro, und man kann den Spanier Bayona, der ein Werk eines US-Amerikaners in Großbritannien mit gothic-Touch realisiert hat, nur dafür bewundern, mit welcher Sicherheit er diese Elemente unter einen Hut bringt und dem emotionalen Drama dieses Jungen unterordnet.“
Von der Deutschen Film- und Medienbewertung wurde Sieben Minuten nach Mitternacht mit dem Prädikat besonders wertvoll versehen. In der Begründung heißt es: „Der Film stellt ganz die Emotionalität des Jungen ins Zentrum, der nicht akzeptieren will, dass seine Mutter sterben wird. In ihm steckt rasende Wut und Verzweiflung. So spornt er einmal das Monster an, alles kurz und klein zu schlagen – in der Wirklichkeit ist es Conor selbst, der das Wohnzimmer der Großmutter zerstört. 'Sieben Minuten nach Mitternacht' erzählt mit Würde und Respekt von den Qualen des Jungen, bis er die bittere Wahrheit akzeptieren und seine Mutter loslassen kann.“

### Einspielergebnis
In Spanien erreichte der Film Platz 1 der Kino-Charts und konnte sich dort drei Wochen halten. Die weltweiten Einnahmen des Films belaufen sich derzeit auf 47,3 Millionen US-Dollar. Der Film darf auch in China gezeigt werden. Am 19. Mai 2017 kam der Film in die chinesischen Kinos und konnte dort bislang rund 2 Millionen US-Dollar einspielen.

### Auszeichnungen (Auswahl)
Der Film erhielt eine große Zahl von Auszeichnungen und Nominierungen, darunter neun Auszeichnungen und weitere drei Nominierungen im Rahmen der Goya Awards 2017. Im August 2017 wurde bekannt, dass sich der Film auf der Longlist befindet, aus der die Nominierten für den 30. Europäischen Filmpreis bestimmt werden. Im Folgenden eine Auswahl von Auszeichnungen und Nominierungen. 
Critics’ Choice Movie Awards 2016 (Dezember)
- Nominierung als Bester Jungdarsteller (Lewis MacDougall)
- Nominierung für die Besten visuellen Effekte[35]

Europäischer Filmpreis 2017
- Nominierung für den Publikumspreis[36]
- Auszeichnung für den Besten Ton (Oriol Tarragó)

Evening Standard British Film Awards 2017
- Nominierung für den Malone Souliers Award for Breakthrough of the Year (Lewis MacDougall)[37]

Goya Awards 2017
- Nominierung als Bester Film

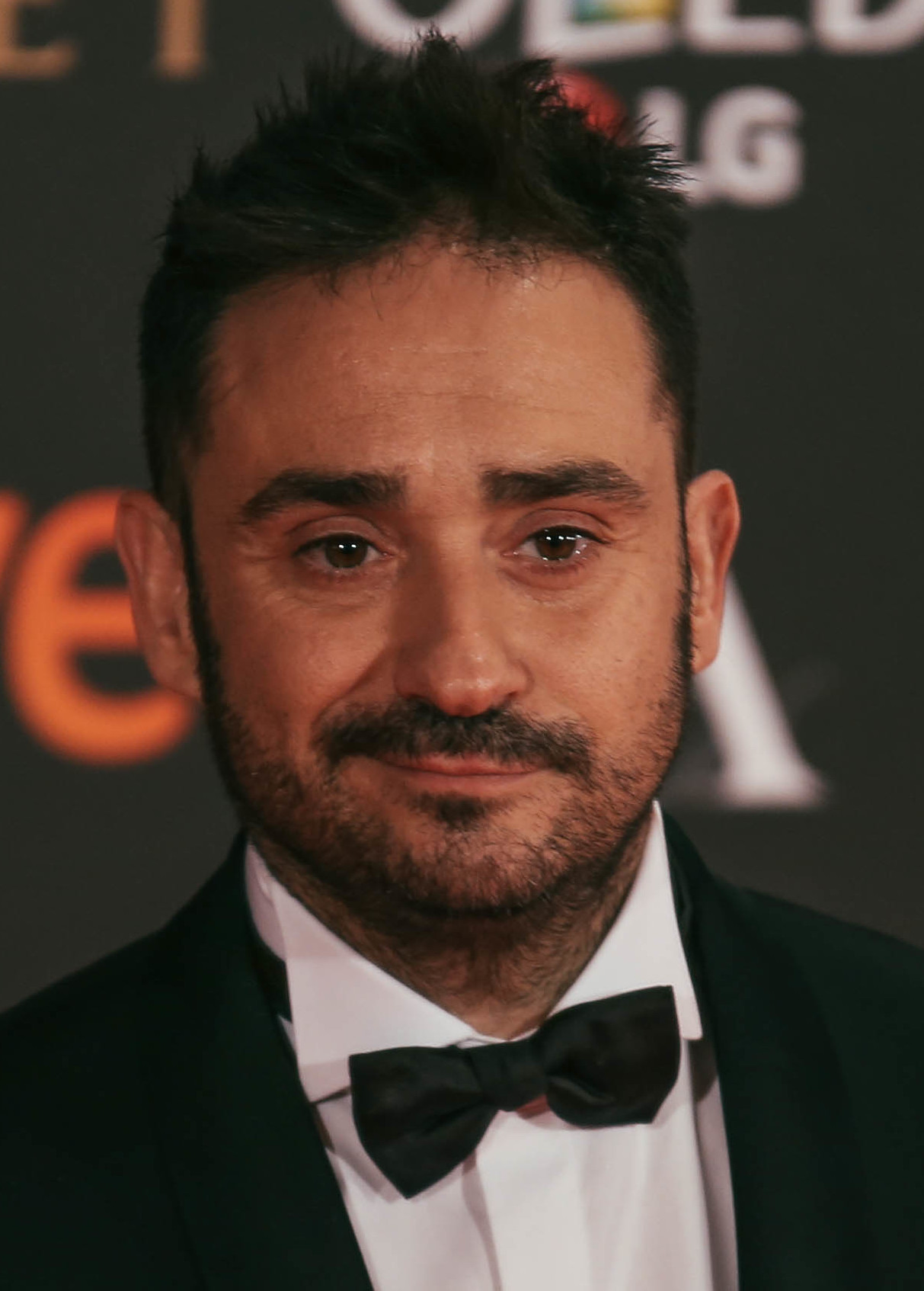
Juan Antonio Bayona wurde bei den Goya Awards 2017 für die Beste Regie ausgezeichnet

- Nominierung für das Beste adaptierte Drehbuch (Patrick Ness)
- Nominierung als Beste Nebendarstellerin (Sigourney Weaver)
- Auszeichnung für die Beste Regie (Juan Antonio Bayona)
- Auszeichnung für die Beste Filmmusik (Fernando Velázquez)
- Auszeichnung für die Beste Kamera (Óscar Faura)
- Auszeichnung für den Besten Filmschnitt (Bernat Vilaplana und Jaume Martí)
- Auszeichnung für die Beste Ausstattung (Eugenio Caballero)
- Auszeichnung für das Beste Make-up und die besten Frisuren (Marese Langan und David Martí)
- Auszeichnung für das Beste Produktionsmanagement (Sandra Hermida Muniz)
- Auszeichnung für den Besten Sound (Peter Glossop, Oriol Tarragó und Marc Orts)
- Auszeichnung für die Besten Spezialeffekte (Pau Costa und Félix Bergés)[38]

London Critics’ Circle Film Awards 2017
- Auszeichnung als Bester britischer Nachwuchsdarsteller (Lewis MacDougall)[39]

San Sebastián International Film Festival 2016
- Auszeichnung mit dem SIGNIS Award (Special Mention) (Juan Antonio Bayona)[40]

Saturn Awards 2017
- Nominierung als Bester Fantasyfilm
- Nominierung als Bester Nachwuchsschauspieler (Lewis MacDougall)[41]

Three Empire Awards 2017
- Auszeichnung als Bester Fantasy- oder Science-Fiction-Film
- Nominierung als Bester Nachwuchsschauspieler (Lewis MacDougall)[42]

Washington DC Area Film Critics Association Awards 2016
- Nominierung als Bester Kinderdarsteller (Lewis MacDougall)
- Auszeichnung für die Beste Voice Performance (Liam Neeson)
- Nominierung für die Beste Motion Capture Performance (Liam Neeson)
- Nominierung für das Beste adaptierte Drehbuch (Patrick Ness)[43]